# Umay Umay
Umay Umay, eigentlich Umay Gedikoğlu, (* 22. Mai 1966 in Trabzon) ist eine türkische Sängerin und Dichterin.

## Leben und Karriere
Gedikoğlu verliebte sich mit achtzehn Jahren in einen Fußballspieler des Vereins Trabzonspor und floh mit ihm nach Istanbul, wo sie heirateten. Aus dieser Ehe stammt ihr einziges Kind, eine Tochter. Allerdings scheiterte die Ehe recht früh. Nach dieser Zeit begann Umay Umay ein recht wechselhaftes Liebesleben, was sich in ihrem literarischen Schaffen widerspiegelt.
Besonders setzt sie sich für Minderheiten und Ausgestoßene ihres Heimatlandes ein (Kurden, Straßenkinder, Homosexuelle). Am erfolgreichsten war Umay Umays erstes Album von 1994. Ihre nachfolgenden Alben konnten nicht an diesen Erfolg anknüpfen. Zu Anfang ihrer Karriere bediente Umay das Punk-Image. Heute ist das nicht mehr so. Ihr Styling ist aber weiterhin alternativ.
Des Weiteren schreibt Umay als Kolumnistin in einer türkischen Zeitung.

## Diskografie

### Alben
- 1994: Umay Umay
- 1996: Naylon (Nylon)
- 2002: Ağzı Bozuk Aşk Mektubu (Schandmäuliger Liebesbrief)

### Kollaborationen
- 2014: Cam Havli (mit Cem Adrian)

### Singles (Auswahl)
- 1994: Hareket Vakti (Hintergrundstimme: Şebnem Ferah)
- 1996: Düşmedim Daha (mit Mete Özgencil)
- 2002: Kalbim Acıdı (mit Kâzım Koyuncu)
- 2014: Bir Şarkı Tut (mit Cem Adrian)
- 2023: Ballı Hançer

## Werke

### Gedichtbände
- Rüya Duvarları (Traumwände)
- Sokaklar sustu artık öpüşebiliriz (Die Straßen sind still, nun können wir uns küssen)
- Orospu Kırmızı (Hurenrot)
- Bütün güzel çocuklar şüpheli (Alle schönen Kinder sind verdächtig)
- 34 U 442 / Veda Busesi (34 U 442 / Abschiedskuss)

| Personendaten    | Personendaten                    |
| ---------------- | -------------------------------- |
| NAME             | Umay Umay                        |
| ALTERNATIVNAMEN  | Gedikoğlu, Umay                  |
| KURZBESCHREIBUNG | türkische Sängerin und Dichterin |
| GEBURTSDATUM     | 22. Mai 1966                     |
| GEBURTSORT       | Trabzon, Türkei                  |